# Rootsi
Rootsi – wieś w Estonii, w prowincji Hiuma, w gminie Kõrgessaare.
W 2012 roku wieś liczyła 16 mieszkańców; w październiku 2010 – 16, w grudniu 2009 – 17.